# Протон-Арена
Протон-Арена — одно из крупнейших крытых спортивных сооружений в Саратове, предназначенное для проведения тренировок и соревнований в зале. Введён в эксплуатацию в 2023 году. Домашняя арена женского волейбольного клуба «Протон-Саратов».

## История строительства
Возведение спортивного объекта в Саратове началось в 2013 году в новом жилом посёлке «Солнечный-2» по соседству с Дворцом водных видов спорта. В первоначальном варианте спортивный комплекс носил название ФОК «Газовик», а спонсором строительства объекта выступал «Газпром Трансгаз Саратов». Открытие планировалось приурочить к 50-летию предприятия, которое отмечалось в сентябре 2014 года. Строительство же спортивного комплекса затянулось на десять лет.
В 2020 году недостроенное спортивное сооружение было переведено в собственность Саратовской области.
В июне 2023 года объект поменял наименование и стал называться «Протон-Арена».
В ноябре 2023 года строительство объекта вступило в завершающую стадию, были подведены необходимые коммуникации, в здание начали подавать тепловую энергию.
В декабре 2023 года состоялось торжественное открытие спортивного сооружения. На церемонии присутствовал спикер Государственной Думы Российской Федерации Вячеслав Володин, губернатор Роман Бусаргин.
Спортивный зал стал домашней ареной саратовских волейбольных клубов «Протон» и «Энергетик». В здании расположилась федерация волейбола Саратовской области и детская волейбольная школа.
Первый спортивный матч состоялся 6 января 2024 года. Проведена товарищеская встреча по волейболу между командами, состоящими из воспитанниц отделения волейбола спортивной школы олимпийского резерва «Надежда губернии», волейболисток молодёжной команды «Протон», а также четырёх игроков основной команды — Марии Смеленко, Натальи Малых, Ирины Соболевой и Анны Лубенченко.

## Характеристики объекта
Волейбольный центр выстроен в два этажа. Универсальный спортивный зал предназначен для соревнований и тренировок по волейболу, гандболу, мини-футболу и баскетболу.
Комплекс имеет 2 062 посадочных зрительных места — 2 014 на трибунах и 48 в VIP-ложах.

## Спортивные соревнования
- Чемпионат России по волейболу среди женщин (с сезона 2024/25 годов);
- Чемпионат мира по универсальному бою 2024 года.